# أليساندرو ترونكون
أليساندرو ترونكون ولد في 6 سبتمبر 1973 في مدينة تريفيزو في ايطاليا وهو لعب رغبي يلعب في فريق ايطالي ويلعب في خطة وسط ميدان
أليساندرو ترونكون يلعب على أعلى مستوى إيطالي وفرنسي في نادي بينيتون تريفيزو و إس إم كليرمون.

## المذكرات والمراجع
1. ↑   http://en.espn.co.uk/statsguru/rugby/player/11737.html. {{استشهاد ويب}}: |url= بحاجة لعنوان (مساعدة) والوسيط |title= غير موجود أو فارغ (من ويكي بيانات) (مساعدة)
2. ↑  . النادي الأوروبي لمحترفي الرجبي. {{استشهاد ويب}}: الوسيط |title= غير موجود أو فارغ (من ويكي بيانات) (مساعدة) والوسيط |مسار= غير موجود أو فارع (مساعدة)